# Symmetrischema tangolias
Symmetrischema tangolias là một loài bướm đêm thuộc họ Gelechiidae. Nó là loài bản địa của Nam Mỹ, nhưng đã trở thành loài sâu bệnh gây hại khắp thế giới, bao gồm cả Bắc Mỹ, Úc và New Zealand.
Sải cánh dài khoảng 20 mm.
Ấu trùng ăn Solanum tuberosum. 

## Hình ảnh

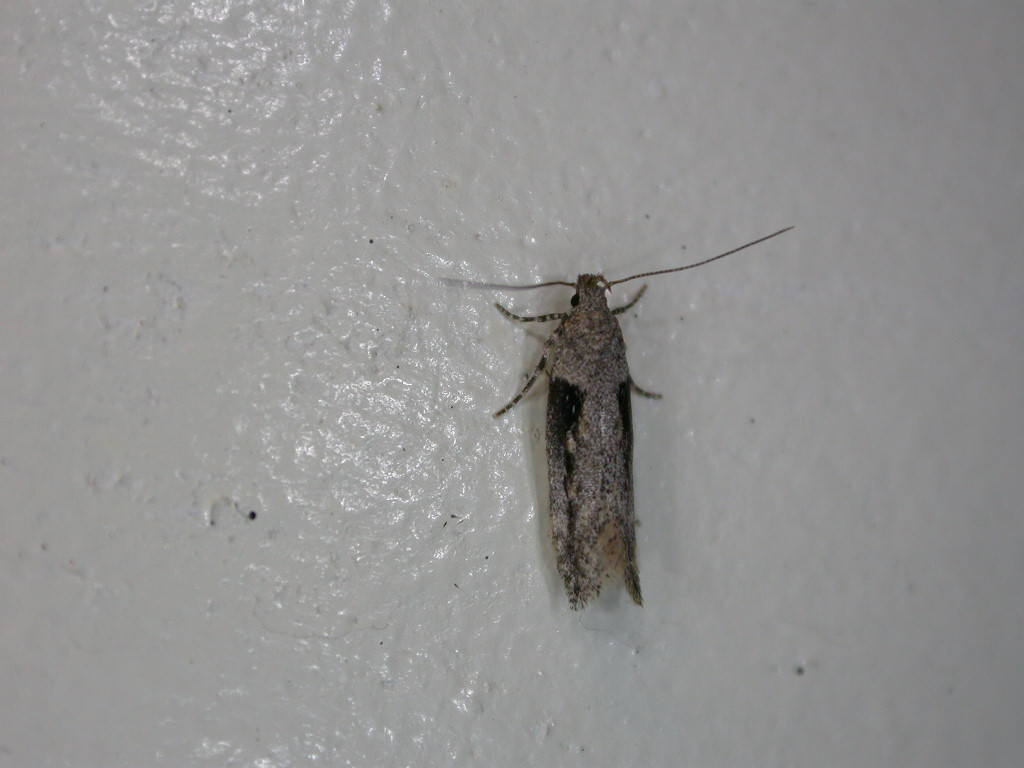
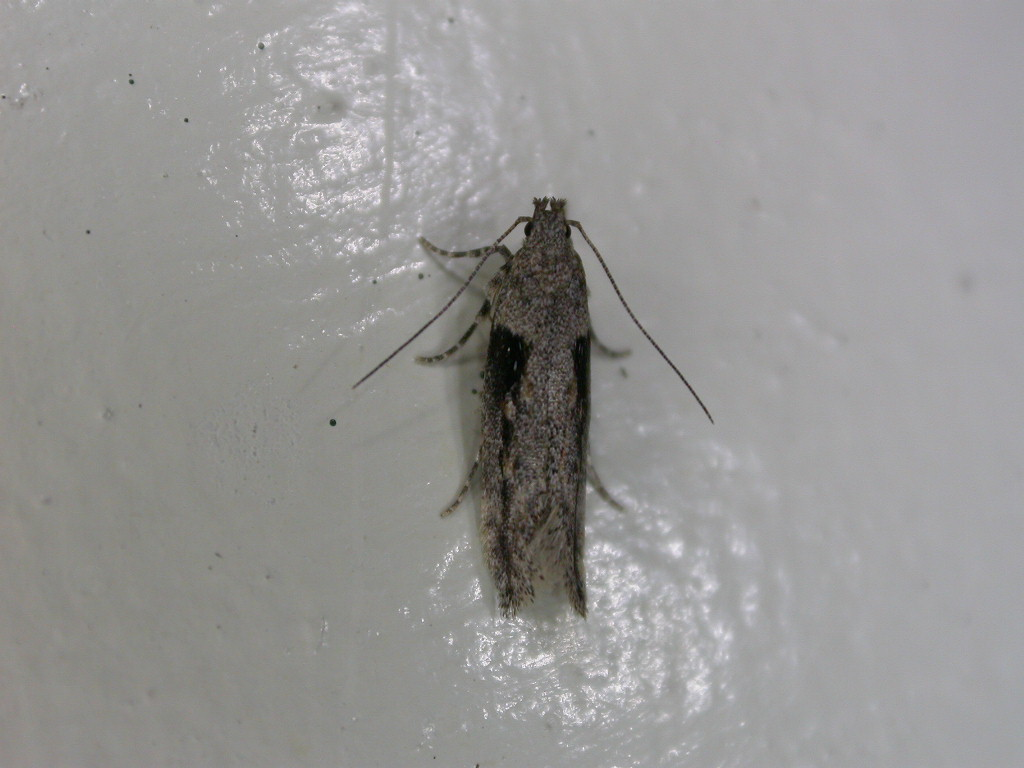
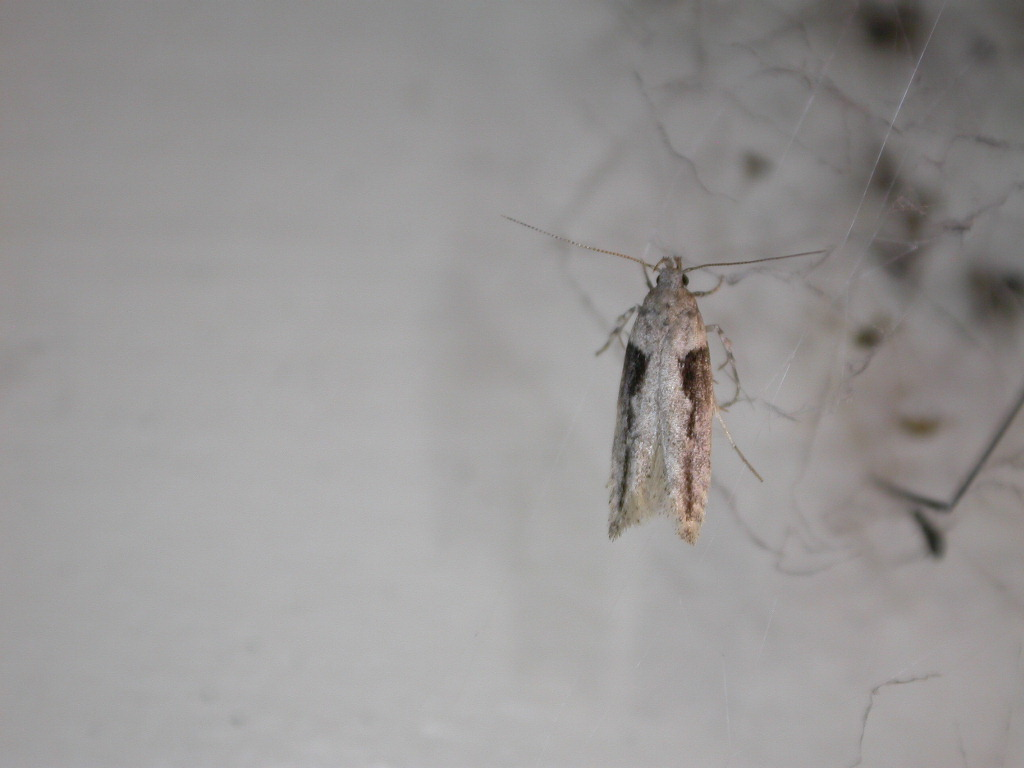
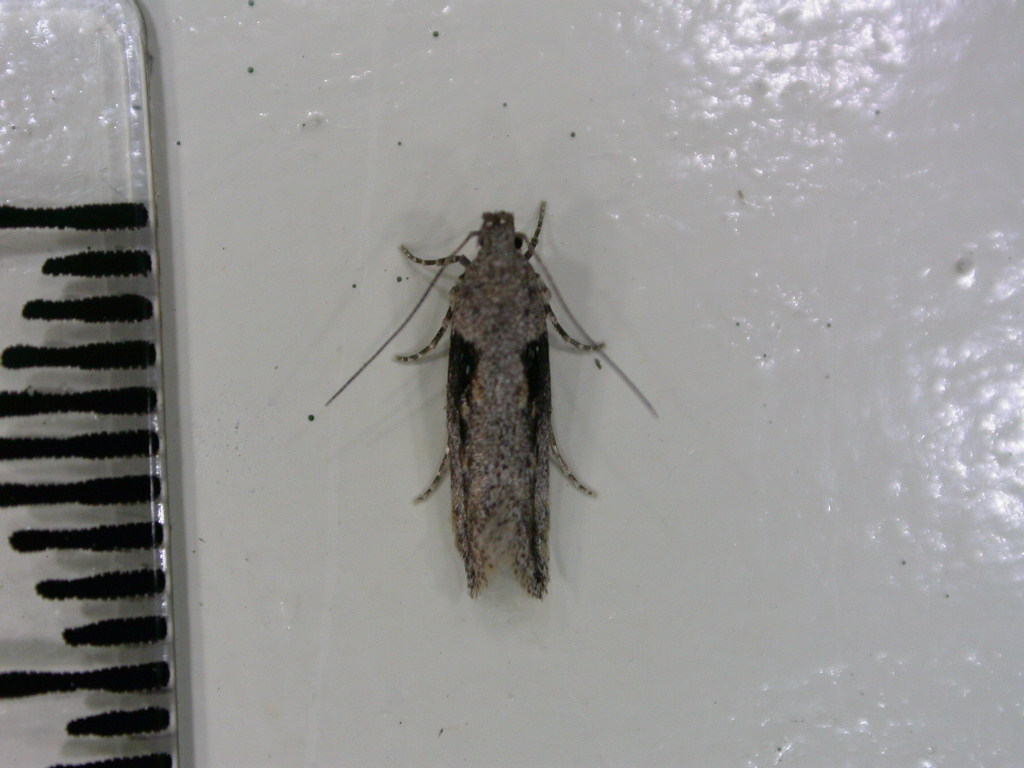